# Francisco Comesaña
Francisco Comesaña (født 6. oktober 2000 i Mar del Plata, Argentina) er en professionel tennisspiller fra Argentina.